# Joseph Seroussi
Joseph Aslan Seroussi, también conocido como Yosef Aslan Seroussi, (Jartum, 26 de mayo de 1933 – 20 de junio de 2018) fue un empresario rumano nacionalizado canadiense. Fue fundador de la compañía textil Seroussi, que es propiedad de SC NORADA SA (lanzada en 1993 en Odorheiu Secuiesc) y se centra en la confección fina para hombres. También poseía otras dos fábricas de ropa con nombres diferentes, también en Odorheiu Secuiesc y en Botoșani.
Las fábricas de sus empresas exportan a Europa cada año 800.000 pantalones para hombre y mujer (de marcas conocidas de Alemania, Francia y Escandinavia, como Hugo Boss, Tigre de Suecia y muchas otras), y alrededor de 700.000 trajes de hombre. Antes de 2010, el volumen era casi el triple (unos 4 millones de unidades). Joseph Seroussi también controlaba la empresa J&R Enterprises SRL, con sede en Bucarest. Alrededor de 3.000 empleados siguen trabajando en sus fábricas.
Seroussi nació en Khartoum en el seno de una familia sudanesa. Llegó a Gran Bretaña en 1957, y en 1959 a Canadá. Seroussi llegó primero a Rumania en los años 1960. En 1974, abrió una oficina de representación de sus empresas canadienses en Bucarest, siendo las empresas estatales rumanas uno de sus principales proveedores.
Forbes Romania estimó su fortuna en 50 millones de dólares en 2010.
Fue apodado "Rey de las prendas" en Rumania y fue uno de los fabricantes de trajes masculinos más importantes junto con Bigotti.